# Euphorbia curtisii
Euphorbia curtisii är en törelväxtart som beskrevs av Georg George Engelmann. Euphorbia curtisii ingår i släktet törlar, och familjen törelväxter. Inga underarter finns listade i Catalogue of Life.